# Добоз
Добоз (мађ. Doboz) је мањи град у жупанији Бекеш у Мађарској.

## Географија
Насеље лежи на површини од 54,47 km² и има популацију од 4.084 становника (2015).
Место лежи на равници Кереш коју су формирали река Шебеш-Кереш и равница Шебеш-Кереш, близу ушћа Саназуг у Кеттос-Корос, око 5 километара од њега. Суседи: Тархош са севера, Шаркад са истока, Ђула са југа, Герла (Бекешчаба) са југозапада и Бекеш са северозапада.

## Историја
Добоз је старо мађарско село. Некада мочваран предео, усред храстове шуме (храстова кутија−tölgydoboz) из времена краља Стефана. Место је у том периоду постало место где су краљеви товили свиње све до периода краља Андраша, а потом је био власништво породица Хуст, Пазман и Аба. У 16. веку територија прелази на круну, а затим у 17. веку територија припада породици Вереш. У 18. веку током трајања побуне су га опљачкали Рашани. На крају је постао центар породичног имања Венкхајм, зграда замка је данас основна школа, коју је пројектовао Миклош Ибл у другој половини 19. века.
Стручњаци и даље расправљају о пореклу имена места Добоз. На основу објашњења пара „Дубоз“ – „Добоз“, порекло имена Добоз може се извести од словенског „дуб, дубова, дубови = храст (tölgy, tölgyesből).

## Демографија
Године 2001. 95% становништва насеља се изјаснило као Мађари, 5% као Роми.
Током пописа из 2011. године, 89,3% становника се изјаснило као Мађари, 7,4% као Роми, а 0,5% као Румуни (10,7% се није изјаснило, због двојног идентитета, укупан број може бити већи од 100%). 
Верска дистрибуција је била следећа: римокатолици 8,2%, реформисани 21,7%, лутерани 0,5%, неденоминациони 46,6% (20,8% се није изјаснило).